# Tương Lạc
Tương Lạc (tiếng Trung: 将乐县, Hán Việt: Tương Lạc huyện) Là một huyện của thành phố Tam Minh (三明市), tỉnh Phúc Kiến, Cộng hòa Nhân dân Trung Hoa. Huyện này có diện tích 2247 km2, dân số 170.000 người, mã số bưu chính 353300. Huyện lỵ Tương Lạc đóng tại trấn Cổ Dung. Huyện Tương Lạc được chia thành 6 trấn và 7 hương.